# Heterozerconidae
Heterozerconidae zijn  een familie van mijten. Bij de familie zijn 8 geslachten met circa 20 soorten ingedeeld.

## Taxonomie
De volgende taxa zijn bij de familie ingedeeld:
- Geslacht Afroheterozercon Fain, 1989[1]
  - Afroheterozercon ancoratus Fain, 1989[1]
  - Afroheterozercon cautus (Berlese, 1924)
    - Heterozercon cautus Berlese, 1924[2]

  - Afroheterozercon gabonensis Klompen, Amin & Gerdeman, 2013[3]
  - Afroheterozercon goodmani Klompen, Amin & Gerdeman, 2013[3]
  - Afroheterozercon madagascariensis Klompen, Amin & Gerdeman, 2013[3]
  - Afroheterozercon mahsbergi Klompen, Amin & Gerdeman, 2013[3]
  - Afroheterozercon pachybolus (Fain, 1988)[4]
    - = Heterozercon pachybolus Fain, 1988[4]

  - Afroheterozercon sanghae Klompen, Amin & Gerdeman, 2013[3]
  - Afroheterozercon spirostreptus (Fain, 1988)[4]
    - = Heterozercon spirostreptus Fain, 1988[4]

  - Afroheterozercon tanzaniensis Klompen, Amin & Gerdeman, 2013[3]
- Geslacht Allozercon Vitzthum, 1926[5]
  - = Asioheterozercon Fain, 1989[1]
  - Allozercon fecundissimus Vitzthum, 1926[5]
  - Allozercon audax (Berlese, 1910)
    - = Heterozercon audax Berlese, 1910[6]
    - = Heterozercon elapsus Vitzthum, 1926
    - = Asioheterozercon audax (Berlese, 1910)
- Geslacht Amheterozercon Fain, 1989[1]
  - = Zeterohercon C. H. W. Flechtmann & D. E. Johnston, 1990[7]
  - Amheterozercon amphisbaenae (Flechtmann & Johnston, 1990)
    - Zeterohercon amphisbaenae C. H. W. Flechtmann & D. E. Johnston, 1990[7]

  - Amheterozercon elegans (Lizaso, 1981)
    - = Heterozercon elegans Lizaso, 1979[8]
    - = Zeterohercon elegans (Lizaso, 1981)

  - Amheterozercon oudemansi (Finnegan, 1931)
    - = Zeterohercon oudemansi (Finnegan, 1931)
    - = Heterozercon oudemansi Finnegan, 1931[9]
- Geslacht Atacoseius Berlese, 1905[10]
  - Atacoseius pellucens Berlese, 1905[10]
- Geslacht Heterozercon Berlese, 1888[11]
  - Heterozercon degeneratus Berlese, 1888[11]
  - Heterozercon microsuctus Fain, 1989[1]
- Geslacht Maracazercon Fain, 1989[1]
  - Maracazercon joliveti Fain, 1989[1]
- Geslacht Narceoheterozercon Gerdeman & Klompen, 2003[12]
  - Narceoheterozercon ohioensis Gerdeman & Klompen, 2003[12]
- Geslacht Philippinozercon Gerdeman, Garcia, Herczak & Klompen, 2018[13]
  - Philippinozercon makilingensis Gerdeman, Garcia, Herczak & Klompen, 2018[13]